# Afromydas guichardi
Afromydas guichardi är en tvåvingeart som beskrevs av Joseph Charles Bequaert 1961. Afromydas guichardi ingår i släktet Afromydas och familjen Mydidae.
Artens utbredningsområde är Somalia. Inga underarter finns listade i Catalogue of Life.